# Nalle Puh (bok)
Nalle Puh (engelska: Winnie-the-Pooh) är en barnbok av den brittiske författaren A.A. Milne från 1926. Boken illustrerades av E.H. Shepard. Den utkom i svensk översättning av Brita af Geijerstam på Bonniers förlag 1930. Detta var den första boken om Nalle Puh och hans vänner Nasse, I-or, Uggla och Kanin, den följdes av Nalle Puhs hörna 1928. Mot slutet av boken ansluter även Kängu och hennes son Ru. Tiger kom först att introduceras i uppföljaren två år senare.

## Filmatiseringar
Disney baserade sin animerade novellfilm Nalle Puh på honungsjakt (1966) på Milnes berättelser.